# Eltroplectris calcarata
Eltroplectris calcarata là một loài thực vật có hoa trong họ Lan. Loài này được (Sw.) Garay & H.R.Sweet mô tả khoa học đầu tiên năm 1972.